# Hillebrandia
Hillebrandia es un género monotípico de plantas  perteneciente a la familia Begoniaceae. Su una única especie: Hillebrandia sandwicensis Oliv., es originaria de las islas Hawái. Está presente en el archipiélago de las islas en Kauai, Maui y de Molokai, distribuyéndose desde la isla de Oahu.

## Taxonomía
Hillebrandia sandwicensis fue descrito por Daniel Oliver (botánico)  y publicado en Transactions of the Linnean Society of London 25: 361, t. 46. 1866.